# Yoann Salmier
Yoann Salmier (Villiers-le-Bel, 21 de noviembre de 1992) es un futbolista francés. Juega de defensa central y su equipo es el Clermont Foot 63 de la Ligue 2. Es internacional absoluto por la selección de Guayana Francesa desde 2016.

## Trayectoria
Salmier comenzó su carrera en el R. C. Estrasburgo en 2014. En junio de 2019 firmó por tres años con el E. S. Troyes A. C.
Tras el descenso del club, fichó por el Le Havre A. C. de cara a la temporada 2023-24. A mediados de la siguiente se marchó al Clermont Foot 63.

## Selección nacional
Debutó por la selección de Guayana Francesa el 7 de junio de 2016 ante República Dominicana.

## Estadísticas
Actualizado al último partido disputado el 8 de febrero de 2025.
| Club                       | Div.          | Temporada     | Liga  | Liga  | Copas nacionales | Copas nacionales | Copas internacionales | Copas internacionales | Total | Total |
| Club                       | Div.          | Temporada     | Part. | Goles | Part.            | Goles            | Part.                 | Goles                 | Part. | Goles |
| -------------------------- | ------------- | ------------- | ----- | ----- | ---------------- | ---------------- | --------------------- | --------------------- | ----- | ----- |
| Estrasburgo Francia        | 3.ª           | 2014-15       | 20    | 1     | 4                | 0                | —                     | —                     | 24    | 1     |
| Estrasburgo Francia        | 3.ª           | 2015-16       | 11    | 0     | 3                | 1                | —                     | —                     | 14    | 1     |
| Estrasburgo Francia        | 2.ª           | 2016-17       | 22    | 0     | 5                | 0                | —                     | —                     | 27    | 0     |
| Estrasburgo Francia        | 1.ª           | 2017-18       | 14    | 0     | 5                | 0                | —                     | —                     | 19    | 0     |
| Estrasburgo Francia        | Total club    | Total club    | 67    | 1     | 17               | 1                | 0                     | 0                     | 84    | 2     |
| E. S. Troyes A. C. Francia | 2.ª           | 2018-19       | 34    | 0     | 4                | 0                | —                     | —                     | 38    | 0     |
| E. S. Troyes A. C. Francia | 2.ª           | 2019-20       | 27    | 1     | 2                | 0                | —                     | —                     | 29    | 1     |
| E. S. Troyes A. C. Francia | 2.ª           | 2020-21       | 35    | 2     | 0                | 0                | —                     | —                     | 35    | 2     |
| E. S. Troyes A. C. Francia | 1.ª           | 2021-22       | 31    | 0     | 0                | 0                | —                     | —                     | 31    | 0     |
| E. S. Troyes A. C. Francia | 1.ª           | 2022-23       | 32    | 1     | 0                | 0                | —                     | —                     | 32    | 1     |
| E. S. Troyes A. C. Francia | Total club    | Total club    | 159   | 4     | 6                | 0                | 0                     | 0                     | 165   | 4     |
| Le Havre A. C. Francia     | 1.ª           | 2023-24       | 20    | 1     | 1                | 0                | —                     | —                     | 21    | 0     |
| Le Havre A. C. Francia     | 1.ª           | 2024-25       | 13    | 0     | 0                | 0                | —                     | —                     | 13    | 0     |
| Le Havre A. C. Francia     | Total club    | Total club    | 33    | 1     | 1                | 0                | 0                     | 0                     | 34    | 1     |
| Clermont Foot 63 Francia   | 2.ª           | 2024-25       | 1     | 0     | —                | —                | —                     | —                     | 1     | 0     |
| Clermont Foot 63 Francia   | Total club    | Total club    | 1     | 0     | 0                | 0                | 0                     | 0                     | 1     | 0     |
| Total carrera              | Total carrera | Total carrera | 260   | 6     | 24               | 1                | 0                     | 0                     | 284   | 7     |

## Palmarés

### Títulos nacionales
| Título               | Club               | País    | Año     |
| -------------------- | ------------------ | ------- | ------- |
| Championnat National | R. C. Estrasburgo  | Francia | 2015-16 |
| Ligue 2              | R. C. Estrasburgo  | Francia | 2016-17 |
| Ligue 2              | E. S. Troyes A. C. | Francia | 2020-21 |